# Johann Ernst Glück
Johann Ernst Glück (také Ernst Glükk, litevsky Johans Ernsts Gliks, rusky Иоганн Эрнст Глюк, Iogann Ernst Gljuk; 18. května 1654, Wettin – 5. května 1705, Moskva) byl německý luterský teolog a duchovní; překladatel bible do lotyštiny.
Působil jako duchovní v Marienburgu, kde roku 1685 dokončil překlad Nového zákona a roku 1689 překlad celé Bible do lotyštiny.
Jeho služebnou byla Marta Helena Skavronská, jež se stala později ruskou carevnou.